# Mitare (paroisse civile)
Pour les articles homonymes, voir Mitare.
Mitare est l'une des sept paroisses civiles de la municipalité de Miranda dans l'État de Falcón au Venezuela. Sa capitale est Mitare.

## Géographie

### Hydrographie
La paroisse civile est traversée du sud au nord par le río Mitare qui se jette dans l'océan Atlantique dans le golfe de Coro, limite septentrionale du territoire.

### Démographie
Hormis sa capitale Mitare, la paroisse civile abrite plusieurs localités, dont :
- Derramadero
- La Vega
- Limoncito Arriba
- Mitare
- Semerucal